# Mount Kuipers
Mount Kuipers ist ein 1940 m hoher und eisfreier Berg im ostantarktischen Viktorialand. In den Quartermain Mountains ragt er zwischen Mount Benninghoff und dem Knobhead auf.
Das Advisory Committee on Antarctic Names benannte ihn 1992 nach Ronald L. Kuipers von der Central Intelligence Agency, der zwischen 1968 und 1980 im Auftrag der US-Regierung in Gremien zu Koordinierung von Antarktisangelegenheiten tätig war.